# Эскобар, Франко
Фра́нко Никола́с Эскоба́р (исп. Franco Nicolás Escobar; 21 февраля 1995, Росарио, Санта-Фе, Аргентина) — аргентинский футболист, защитник клуба «Хьюстон Динамо».

## Биография
Франко Эскобар — воспитанник футбольного клуба «Ньюэллс Олд Бойз». Его профессиональный дебют состоялся 7 июня 2015 года в матче против «Бока Хуниорс».
8 декабря 2017 года Эскобар перешёл в американский клуб «Атланта Юнайтед». В MLS дебютировал 3 марта 2018 года в матче первого тура сезона против «Хьюстон Динамо» в гостях, проигранном с разгромным счётом 4:0, где вышел в стартовом составе. 21 октября 2018 года в матче против «Чикаго Файр», выигранном со счётом 2:1, забил свой первый гол в американской лиге. Помог «Атланте Юнайтед» завоевать чемпионский титул сезона 2018: забил два гола в плей-офф, в том числе в Кубке MLS против «Портленд Тимберс», завершившемся со счётом 2:0. 15 января 2019 года, в первый день предсезонной подготовки, сломал правую ключицу, из-за чего пропустил матчи Лиги чемпионов КОНКАКАФ 2019 и первые три матча сезона MLS. В январе 2020 года Эскобар получил грин-карту и в MLS перестал считаться иностранным игроком.
9 февраля 2021 года Эскобар вернулся в «Ньюэллс Олд Бойз», отправившись в аренду до конца года.
12 декабря 2021 года «Атланта Юнайтед» продала Эскобара в «Лос-Анджелес» за $600 тыс. в общих распределительных средствах. За «Лос-Анджелес» он дебютировал 26 февраля 2022 года в матче стартового тура сезона против «Колорадо Рэпидз». 7 мая в матче против «Филадельфии Юнион» забил свой первый гол за «Лос-Анджелес». По окончании сезона 2022 контракт Эскобара с «Лос-Анджелесом» истёк, и стороны провели переговоры о новом контракте.
12 января 2023 года Эскобар в качестве свободного агента присоединился к «Хьюстон Динамо», подписав контракт до конца сезона 2024 с опцией продления на сезон 2025. За «Динамо» дебютировал 25 февраля в матче стартового тура сезона 2023 против «Цинциннати». 10 июня в матче против своего бывшего клуба «Лос-Анджелес» забил свой первый гол за «Хьюстон».

## Достижения
Командные
 «Атланта Юнайтед»
- Чемпион MLS (обладатель Кубка MLS): 2018
- Обладатель Открытого кубка США: 2019
- Обладатель Campeones Cup: 2019

 «Лос-Анджелес»
- Чемпион MLS (обладатель Кубка MLS): 2022
- Победитель регулярного чемпионата MLS: 2022

 «Хьюстон Динамо»
- Обладатель Открытого кубка США: 2023